# Convento de Santa Cruz la Real
El convento de Santa Cruz la Real es un inmueble de la ciudad española de Segovia, ubicado al norte del casco urbano, en el barrio de San Lorenzo.

## Descripción

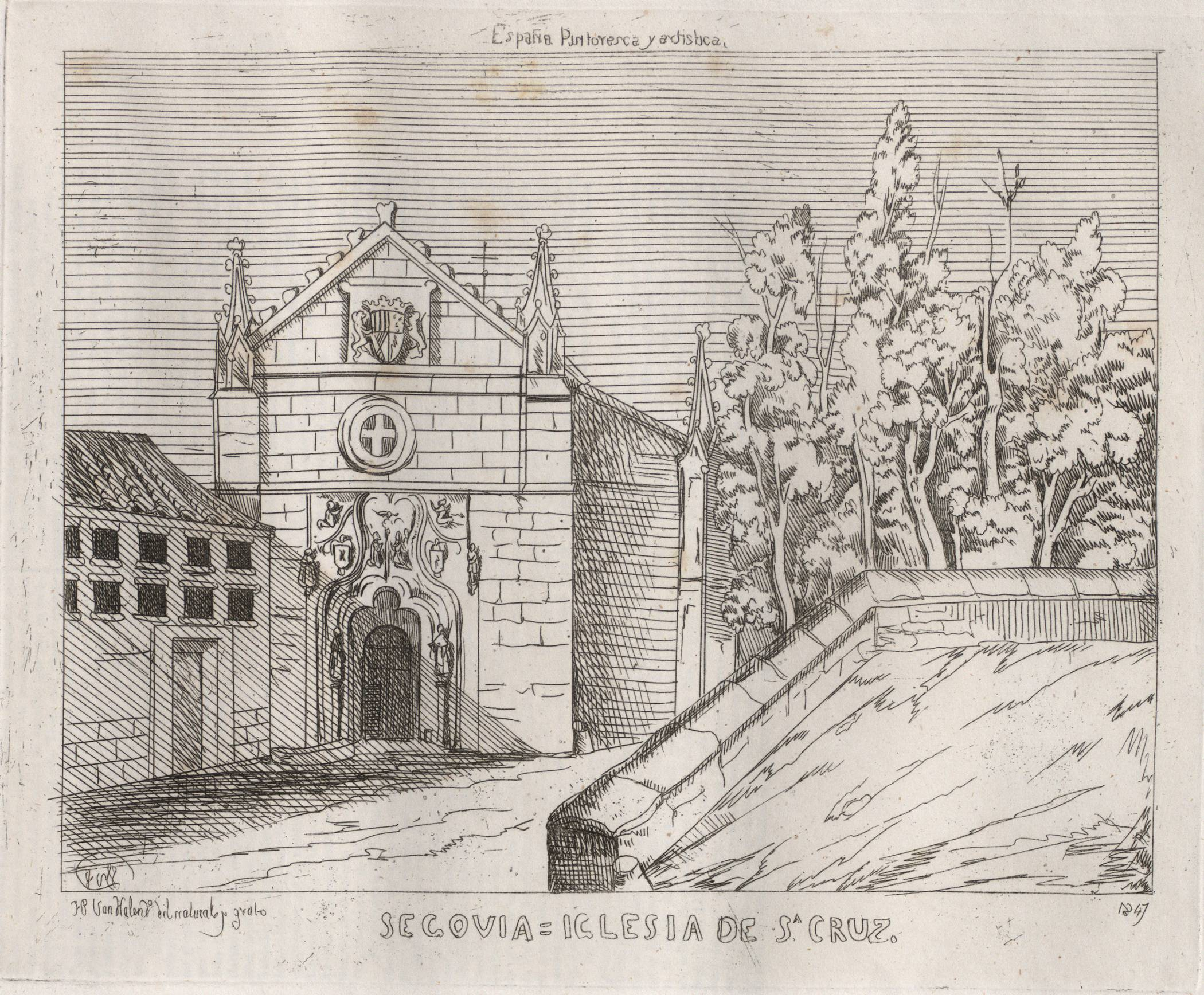
Iglesia de Santa Cruz en el

Fue el primer monasterio dominico fundado en el país. Fue llevada a cabo por el propio santo Domingo de Guzmán en 1218 sobre unas casas que le donó la ciudad, y fue simultánea con la del monasterio de Santo Domingo el Real de Madrid.
Erigido en fábrica románica, fue remodelado en tiempo de los Reyes Católicos, quienes entregaron al convento una reliquia del lignum crucis, que les había donado Boabdil, último rey de Granada; su iglesia fue obra de Juan Guas. Obtuvo entonces el título de real, y en su fachada aún se conserva el lema de los monarcas, el conocido «Tanto monta». El rey Felipe II de España continuó con el patrocinio real, y donó al convento un retablo mayor, con trazas de Juan de Herrera y pinturas de Diego de Urbina.
El convento fue desamortizado en el siglo XIX, por lo que muchos de sus bienes muebles se hallan dispersos por diferentes museos. El Museo del Prado custodia varios lienzos del flamenco Ambrosius Benson que pasaron inicialmente al Museo de la Trinidad, así como un lienzo que representa a Cristo en la Cruz, atribuido a Pedro Berruguete, que aún se hallaba en el convento en 1977. Albergó también obras de Pedro de Bolduque, Felipe de Aragón o Alonso de Herrera. También la Diputación Provincial de Segovia conserva buen número de obras de arte procedentes del convento.
En la actualidad, sus dependencias conforman el campus que la IE University tiene en la ciudad.